# Pithomictus amboinicus
Pithomictus amboinicus là một loài bọ cánh cứng trong họ Cerambycidae.